# Anžići
Anžići – wieś w Chorwacji, w żupanii istryjskiej, w gminie Višnjan. W 2011 roku liczyła 42 mieszkańców.